# Gueldenstaedtia delavayi
Gueldenstaedtia delavayi är en ärtväxtart som beskrevs av Adrien René Franchet. Gueldenstaedtia delavayi ingår i släktet Gueldenstaedtia och familjen ärtväxter. Inga underarter finns listade i Catalogue of Life.